# Rhopalosyrphus australis
Rhopalosyrphus australis är en tvåvingeart som beskrevs av Thompson 2003. Rhopalosyrphus australis ingår i släktet Rhopalosyrphus och familjen blomflugor. Inga underarter finns listade i Catalogue of Life.